# Alexander Konijn
Alexander Konijn, né le 15 octobre 1999 à Abbekerk, est un coureur cycliste néerlandais. Il est membre de l'équipe Nice Métropole Côte d'Azur.

## Biographie

### Débuts et progression chez les amateurs
Alexander Konijn est originaire d'Abbekerk, une localité située dans la province néerlandaise de Hollande-Septentrionale. Très tôt intéressé par la compétition, il commence à se consacrer au vélo vers l'âge de sept ans. Son père Richard a lui aussi pratiqué ce sport au niveau amateur. 
En 2017, il se classe notamment dixième du Tour de Basse-Saxe juniors. L'année suivante, il fait ses débuts dans la catégorie des espoirs. Il s'installe ensuite en France et intègre l'AVC Aix-en-Provence, afin de disposer d'un meilleur calendrier de courses,. Plutôt rapide au sprint, il s'impose sur une course italienne en 2022. Il décroche par ailleurs diverses accessits sur le Tour du Loir-et-Cher et dans le calendrier amateur. 
Lors de la saison 2023, il se distingue en terminant troisième d'une étape du Tour Alsace, quatrième du championnat des Pays-Bas des élites sans contrat ou encore cinquième de Paris-Troyes. Chez les amateurs français, il obtient deux victoires individuelles et de nouvelles places d'honneur. Il devient également vice-champion national de derny, tout comme l'année précédente. 

### Carrière professionnelle
Grâce à ses performances, Alexander Konijn passe professionnel en 2024 avec l'équipe continentale Nice Métropole Côte d'Azur,. Il reprend la compétition dès le mois de janvier à l'occasion du Grand Prix de Valence. Durant cette saison, il se classe huitième du Tour du Maroc et de deux étapes du Tour d'Eure-et-Loir, ou encore dixième de la première étape du Région Pays de la Loire Tour. Il participe aussi à des échappées sur la Drôme Classic et au Tro Bro Leon.
En février 2025, il obtient le meilleur résultat de sa carrière en finissant troisième de la dernière étape du Tour de La Provence.

## Palmarès et résultats

### Palmarès par année
- 2022
  - Mémorial Alberto Vescovo
  - 2e du championnat des Pays-Bas de l'omnium[7]
  - 2e du championnat des Pays-Bas de course derrière derny
  - 2e de Châtillon-Dijon
  - 3e de Dijon-Auxonne-Dijon
- 2023
  - 1re épreuve des Boucles du Haut-Var[8]
  - Grand Prix National de Cintegabelle
  - 2e du championnat des Pays-Bas de course derrière derny
  - 3e du Grand Prix de Puyloubier-Sainte-Victoire

### Classements mondiaux
| Année           | 2023   |
| --------------- | ------ |
| UCI Europe Tour | 1 208e |